# Strategy (EP)
Strategy là đĩa mở rộng thứ mười bốn của nhóm nhạc nữ Hàn Quốc Twice. Album phát hành vào ngày 6 tháng 12 năm 2024 thông qua JYP Entertainment và Republic Records. EP chứa bảy bài hát, bao gồm đĩa đơn tiếng Anh thứ tư của nhóm, "Strategy", hợp tác với nữ rapper người Mỹ Megan Thee Stallion. Album kết hợp electro-pop, R&B với âm thanh bubblegum pop đặc trưng của nhóm, pha trộn những ảnh hưởng của thập niên 80 với âm hưởng Y2K. Album đã ra mắt ở vị trí số một trên Bảng xếp hạng Circle Album và vị trí thứ tư trên Billboard 200 của Mỹ.

## Bối cảnh
Năm 2024, Twice đã phát hành EP tiếng Hàn thứ mười ba With You-th vào ngày 23 tháng 2. Album này trở thành album đầu tiên của nhóm đạt vị trí số một trên bảng xếp hạng Billboard 200.  Họ tiếp nối bằng album phòng thu tiếng Nhật thứ năm, Dive vào ngày 17 tháng 7.
Vào ngày 20 tháng 10, Twice tổ chức một buổi fan meeting có tên "Home 9round" để kỷ niệm chín năm debut nhóm. Trong sự kiện, các thành viên đã biểu diễn ca khúc mới "Sweetest Obsession" và công bố EP thứ mười bốn của họ, Strategy, dự kiến phát hành ngày 6 tháng 12. Ngày 25 tháng 10 cùng năm, Twice góp giọng trong bản remix "Mamushi" của nữ rapper người Mỹ Megan Thee Stallion, sau đó được đưa vào Megan: Act II. Đây là tái bản deluxe từ album phòng thu thứ ba Megan của Megan. Đổi lại, có thông báo rằng Megan Thee Stallion sẽ góp mặt trong đĩa đơn chính của Twice, "Strategy". Ngày 21 tháng 11 năm 2024, Twice đã biểu diễn trên sân khấu Amazon Music Live và giới thiệu một đoạn ngắn từ ca khúc trong chương trình.
Vào ngày 4 tháng 12, Twice đã tổ chức một buổi ra mắt album dành cho người hâm mộ tại Hội trường New Millennium, Đại học Konkuk. Sự kiện bao gồm việc công chiếu MV đĩa đơn chủ đề "Strategy", cũng như màn trình diễn bài "Magical" trích từ EP. Video âm nhạc chính thức đăng tải ngày 6 tháng 12 năm 2024 lên YouTube.
Để quảng bá cho sản phẩm, Twice đã trình diễn "Strategy" trên chương trình Music Bank số phát sóng ngày 6 tháng 12. Cùng ngày, họ thể hiện ca khúc trong talk show đêm muộn The Seasons: Lee Young-ji's Rainbow, trong đó Lee Young-ji đảm trách phần rap của Megan Thee Stallion. Hoạt động quảng bá trên các chương trình âm nhạc bị gián đoạn do Tổng thống Hàn Quốc Yoon Suk-yeol tuyên bố thiết quân luật và cuộc bỏ phiếu luận tội chống lại ông sau đó. Buổi biểu diễn ghi hình trước trên Show! Music Core của Twice đã lên sóng ngày 15 tháng 12, và nhóm cũng biểu diễn trên Inkigayo cùng ngày.

## Sáng tác
EP lần này đánh dấu sự thay đổi về phong cách khi pha trộn giữa electro-pop và R&B với âm hưởng bubblegum pop quen thuộc của nhóm. Dù thử nghiệm với những thể nhạc mới, Twice vẫn giữ nguyên các ca khúc gắn liền với chất nhạc đặc trưng làm nên tên tuổi nhóm, cân bằng giữa ý tưởng mới mẻ và nét quen thuộc. Âm nhạc của Strategy pha trộn nhiều thời đại—một số ca khúc mang âm hưởng pop nhẹ nhàng lấy cảm hứng từ thập niên 80, mang đến cảm giác như đang nghe "nhạc phim teen cổ điển". Mặt khác, những ca khúc như "Like It Like It" và "Sweetest Obsession" lại mang hơi hướng Y2K, đưa âm thanh của nhóm trở lại đầu những năm 2000.

## Đánh giá chuyên môn
| Đánh giá chuyên môn | Đánh giá chuyên môn |
| Nguồn đánh giá      | Nguồn đánh giá      |
| Nguồn               | Đánh giá            |
| ------------------- | ------------------- |
| NME                 | [ 21 ]              |
| AllMusic            | [ 22 ]              |

Viết cho NME, cây bút Rhian Daly đã chấm Strategy bốn trên năm sao, mô tả EP chịu ảnh hưởng của dòng nhạc pop thập niên 80 và Y2K. Cô mô tả đây là một album tích cực và "sôi động", lấy bối cảnh "trong một thế giới mà những lời tán tỉnh và sự chớm nở của tình yêu có thể giải quyết mọi vấn đề". Daly kết thúc bài đánh giá bằng nhận định "khi bước sang năm thứ 10 bên nhau, Twice vẫn đang bay cao một cách đáng kinh ngạc mà không cần dựa vào bất kỳ ai". Marcy Donelson của AllMusic cho điểm 3,5 trên 5 sao, viết rằng album "duy trì không khí tiệc tùng" và ca ngợi "những bản pop giàu năng lượng, dồn dập về tiết tấu, cân bằng khéo léo giữa giữa yếu tố tình cảm và mạnh mẽ".

## Diễn biến thương mại
Trong tuần kết thúc vào ngày 7 tháng 12 năm 2024, Strategy đã đứng đầu Bảng xếp hạng Circle Album của Hàn Quốc với hơn 800.000 bản được bán ra. Tại Hoa Kỳ, EP ra mắt ở vị trí thứ tư trên Billboard 200 với 88.000 đơn vị album tương đương, theo dữ liệu từ công ty theo dõi âm nhạc Luminate. Trong số này, 81.000 là doanh số đĩa cứng, 6.500 là đơn vị quy đổi phát trực tuyến và dưới 500 là đơn vị quy đổi ca khúc. Strategy là album thứ sáu của Twice lọt vào top 10 bảng xếp hạng này.

## Danh sách bài hát
| Danh sách bài hát trong Strategy | Danh sách bài hát trong Strategy      | Danh sách bài hát trong Strategy                                          | Danh sách bài hát trong Strategy                  | Danh sách bài hát trong Strategy | Danh sách bài hát trong Strategy |
| STT                              | Nhan đề                               | Phổ lời                                                                   | Phổ nhạc                                          | Phối nhạc                        | Thời lượng                       |
| -------------------------------- | ------------------------------------- | ------------------------------------------------------------------------- | ------------------------------------------------- | -------------------------------- | -------------------------------- |
| 1.                               | "Strategy" (feat Megan Thee Stallion) | Boy Matthews Cleo Tighe Megan Pete                                        | Earattack Matthews Tighe Lee Woo-hyun             | Earattack Lee W.                 | 3:22                             |
| 2.                               | "Kiss My Troubles Away"               | Lauren Aquilina Albert Stanaj Ryan Marrone                                | Aquilina Stanaj Marrone                           | Marrone The Imports              | 2:54                             |
| 3.                               | "Like It Like It"                     | Youra (Full8loom) Chari (153/Joombas) Rizin (153/Joombas) Lee Hyeong-seok | Gabriel Benjamin Sofia Quinn                      | G. Benjamin                      | 3:03                             |
| 4.                               | "Sweetest Obsession"                  | Geum Ru-na (Lalala Studio)                                                | Lauren LaRue Brandon Benjamin Xansei              | B. Benjamin Xansei               | 2:47                             |
| 5.                               | "Keeper"                              | Dahyun                                                                    | Rachel West Malia Civetz Barry Cohen Rob Grimaldi | Gingerbread Grimaldi             | 2:36                             |
| 6.                               | "Magical"                             | Johan Fransson Autumn Marie Buysse                                        | Fransson Buysse Oliver Lundström                  | Fransson Lundström               | 3:16                             |
| 7.                               | "Strategy"                            | Matthews Tighe                                                            | Earattack Matthews Tighe Lee W.                   | Earattack Lee W.                 | 2:47                             |
| Tổng thời lượng:                 | Tổng thời lượng:                      | Tổng thời lượng:                                                          | Tổng thời lượng:                                  | Tổng thời lượng:                 | 20:45                            |

## Đội ngũ sản xuất

### Âm nhạc
- Twice – giọng chính, giọng nền (bài 1, 7)
- Earattack – nhạc cụ (bài 1, 7)
- Lee Woo-hyun – nhạc cụ (bài 1, 7)
- Kim Jong-seong – guitar (bài 1, 7)
- Shorelle – giọng nền (bài 1, 7)
- Ryan Marrone – lập trình trống, guitar, lập trình synthesizer (bài 2)
- The Imports – trống, keyboards (bài 2)
- Albert Stanaj – piano (bài 2)
- Sophia Pae – giọng nền (bài 2, 4–6)
- C'Sa – giọng nền (bài 3)
- Gingerbread – trống, lập trình, synthesizer (bài 5)
- Rob Grimaldi – trống, lập trình, synthesizer (bài 5)
- Johan Fransson – lập trình bass, lập trình trống, keyboard, dây (bài 6)
- Oliver Lundström – keyboard, lập trình bổ sung (bài 6)

### Kỹ thuật
- Kwon Nam-woo – mastering
- Shin Bong-won – kỹ sư phối khí Atmos
  - Park Nam-jun – trợ lý kỹ thuật phối khí Atmos
- Lee Kyung-won – biên tập kỹ thuật số (bài 1, 6, 7)
- Earattack – thu âm và chỉ đạo giọng hát (bài 1, 2, 6, 7), sản xuất giọng (bài 1, 7)
- Seo Eun-il – thu âm (bài 1, 4, 5, 7)
- Lim Chan-mi – thu âm (bài 1, 7)
- Shawn "Source" Jarrett – thu âm cho Megan Thee Stallion (bài 1)
  - Dominique "Cookisdope" Cook – trợ lý kỹ thuật (bài 1)
  - Dylan Spence – trợ lý kỹ thuật (bài 1)
  - Trinity "Aux" Wohlferd – trợ lý kỹ thuật (bài 1)
- Leslie Brathwaite – phối khí cho Megan Thee Stallion (bài 1)
- Lee Tae-sub – phối khí (bài 1, 7)
- Goo Hye-jin – biên tập kỹ thuật (bài 2)
- Kwak Bo-eun – thu âm (bài 2, 6), biên tập kỹ thuật (bài 4)
- Park Eun-jung – phối khí (bài 2), biên tập kỹ thuật (bài 5)
- C'Sa – biên tập kỹ thuật, chỉ đạo giọng hát (bài 3)
- Lee Chang-hoon – thu âm (bài 3)
- Lim Hong-jin – phối khí (bài 3, 5)
- Sophia Pae – chỉ đạo giọng hát (bài 4, 5)
- Choi Hye-jin – phối khí (bài 4)
- Eom Se-hee – phối khí (bài 6)

## Biểu đồ
| Bảng xếp hạng (2024)                  | Vị trí cao nhất |
| ------------------------------------- | --------------- |
| Album Bỉ (Ultratop Vlaanderen)        | 143             |
| Album Bỉ (Ultratop Wallonie)          | 90              |
| Croatian International Albums (HDU)   | 10              |
| Album Đức (Offizielle Top 100)        | 56              |
| Greek Albums (IFPI)                   | 52              |
| Hungarian Physical Albums (MAHASZ)    | 11              |
| Album Nhật Bản (Oricon)               | 2               |
| Japanese Combined Albums (Oricon)     | 2               |
| Japanese Hot Albums (Billboard Japan) | 11              |
| South Korean Albums (Circle)          | 1               |
| Album Thụy Sĩ (Schweizer Hitparade)   | 47              |
| Album Anh Quốc Digital (OCC)          | 6               |
| Album Hoa Kỳ Billboard 200            | 4               |

| Bảng xếp hạng (2024)    | Vị trí |
| ----------------------- | ------ |
| Album Nhật Bản (Oricon) | 11     |
| Album Hàn Quốc (Circle) | 2      |

| Bảng xếp hạng (2024)    | Vị trí |
| ----------------------- | ------ |
| Album Hàn Quốc (Circle) | 28     |

## Chứng nhận
| Quốc gia                                  | Chứng nhận  | Số đơn vị/doanh số chứng nhận |
| ----------------------------------------- | ----------- | ----------------------------- |
| Hàn Quốc (KMCA)                           | 3× Bạch kim | 750.000^                      |
| ^ Chứng nhận dựa theo doanh số nhập hàng. |             |                               |